# Johannes Ferdinand Fenger
Johannes Ferdinand Fenger (født 30. marts 1805 på Christianshavn, død 9. maj 1861 i Høje Taastrup) var en dansk præst og teologisk forfatter, broder til Peter Andreas, Carl Emil og Rasmus Theodor Fenger.
Fenger, hvis fader var præst ved Vor Frelsers Kirke, blev 1821 student, cand. theol. 1825, fik 1827 universitetets guldmedalje for en kirkehistorisk afhandling og året efter den teologiske licentiatgrad, hvorefter han i 3 1/2 år opholdt sig på studierejse i Tyskland, Frankrig, Schweiz, Italien, Grækenland og Tyrkiet.
Efter at han 1833 uden held havde konkurreret om et professorat ved det teologiske fakultet, hvortil C.T. Engelstoft blev foretrukken, blev han sognepræst for Lynge og Vester Broby ved Sorø. Her vakte han et rigt kirkeligt liv, og som medlem af det sydvestsjællandske broderkonvent udøvede han en stor indflydelse på flere af sine embedsbrødre, hvis opland blev kaldt for det hellige Land.
I 1854 forflyttedes han til Høje Taastrup Sogn, hvor han virkede til sin død. Fenger var fra 1836 formand for Det Danske Missionsselskab, 1842-51 redaktør af "Dansk Missionsblad", 1843 udgav han en historisk skildring af Den Trankebarske Mission. Sammen med Vilhelm Birkedal udgav han den meget læste prædikensamling Vidnesbyrd fra Herrens Hus (1847).
Han var medstifter af Roskilde Præstekonvent og af Selskabet for Danmarks Kirkehistorie og var medlem af det udvalg, som udarbejdede Roskilde Konvents Salmebog. I den 1853 nedsatte Kirkekommission som også andre steder var han som en discipel af Grundtvig talsmand for kirkelig frihed.